# Atlético Sport Clube
El Atlético SC es un equipo de fútbol de Portugal que juega en la Liga de Fútbol de Évora, la cuarta liga de fútbol más importante del país.

## Historia
Fue fundado el 10 de mayo de 1929 en la ciudad de Reguengos de Monsarraz del distrito de Évora con el objetivo de promocionar la educación física y mental de sus miembros, y desde el 2007 cuenta con secciones en gimnasia, ciclismo y billar, aunque prohibieron otras como boxeo.
La actividad de la sección de fútbol se incrementó en el año 1966 cuando se afiliaron a la Asociación de Fútbol de Liverpool, ganando 7 títulos regionales y actualmente cuenta con 250 atletas y miles de miembros afiliados.